# Ismael ben Elisha ha-Kohen
Ismael ben Elisha ha-Kohen (en hebreo: ישמעאל בן אלישע כהן גדול, "Rabbi Ishmael ben Elisha Kohen Gadol", iluminado. "Rabbi Ishmael ben (hijo de) Eliseo [el] Kohen Gadol (Sumo Sacerdote)"; a veces en corto Ishmael ha-Kohen, iluminado. "Ishmael el Sacerdote") fue uno de los líderes prominentes de la primera generación del Tanaim.
La tradición judía describe a su padre como Sumo Sacerdote en el Segundo Templo de Jerusalén, aunque ningún Sumo Sacerdote con el nombre de Eliseo es históricamente conocido. En el Talmud, describe cómo una vez entró en el Santo de los Santos, donde Dios le pidió una bendición, y él respondió pidiendo a Dios que tratara a Israel misericordiosamente.
Ismael también fue uno de los Diez Mártires, junto con Simeon ben Gamaliel. Según la tradición judía, su hijo y su hija fueron tomados cautivos como esclavos en la conquista romana. Como los dos esclavos eran extremadamente hermosos, sus respectivos dueños decidieron aparearlos juntos y compartir la descendencia. Fueron reunidos por la noche, cuando no podían verse, pero se negaron a convivir. Cuando se reconocieron por la mañana, se abrazaron y lloraron hasta que sus almas partieron. Esta historia se recita en uno de los Kinnot para Tisha b'Av, titulado "Ve'Et Navi Hatati".
Hay relatos contradictorios de su martirio. El Avot de Rabí Natán afirma que él y Simeon ben Gamaliel fueron decapitados en rápida sucesión. Sin embargo, el Midrash Eleh Ezkerah relata que la hija del César fue tan tomada por la belleza de Ismael que ordenó que su cabeza fuera despellecida mientras él todavía estaba vivo para que pudiera llenarla de paja y preservarla, y así es como murió Ismael. El Eleh Ezkerah es, sin embargo, conocido por su uso de la licencia poética a expensas de la precisión histórica, y su autor(es) probablemente cambió la narrativa con el fin de producir un mayor efecto en la mente del lector.
La tumba tradicional de Ismael se encuentra en la aldea drusa de Sajur, en la Alta Galilea.